# Doksazosyna
Doksazosyna (łac. Doxazosinum) – lek obniżający ciśnienie tętnicze krwi. Wybiórczy antagonista receptorów α1-adrenergicznych. Rozszerza naczynia, zmniejsza opór przepływu krwi w obwodowych naczyniach krwionośnych.

## Farmakokinetyka
Lek łatwo wchłania się z przewodu pokarmowego do krwi. Maksymalne stężenie w osoczu krwi osiąga po około 2 godzinach od podania. Z białkami osocza wiąże się w 98%. Biologiczny okres półtrwania wynosi 22 godziny.

## Wskazania
- nadciśnienie tętnicze
- łagodny rozrost gruczołu krokowego

## Przeciwwskazania
- nadwrażliwość na lek
- niewydolność wątroby lub nerek
- niskie ciśnienie tętnicze krwi
- rak prostaty

## Działania niepożądane
- niedociśnienie ortostatyczne
- omdlenia
- osłabienie
- bóle i zawroty głowy
- obrzęki
- zaburzenia rytmu serca
- zapalenie błony śluzowej nosa

## Preparaty
- Apo-Doxan 1 – tabletki 1 mg
- Apo-Doxan 2 – tabletki 2 mg
- Apo-Doxan 4 – tabletki 4 mg
- Cardura – tabletki 1 mg, 2 mg, 4 mg
- Cardura XL – tabletki o zmodyfikowanym uwalnianiu 4 mg, 8 mg
- Doxanorm – tabletki powlekane 1 mg, 2 mg, 4 mg
- Doxar – tabletki 1 mg, 2 mg, 4 mg
- Doxaratio 2 – tabletki 2 mg
- Doxaratio 4 – tabletki 4 mg
- Kamiren – tabletki 1 mg, 2 mg, 4 mg
- Prostatic 1 – tabletki 1 mg
- Prostatic 2 – tabletki 2 mg
- Prostatic 4 – tabletki 4 mg
- Zoxon 1 – tabletki 1 mg
- Zoxon 2 – tabletki 2 mg
- Zoxon 4 – tabletki 4 mg

## Dawkowanie
Doustnie. Dawkę oraz częstotliwość przyjmowania leku ustala lekarz. Zwykle raz na dobę, o tej samej porze. Osoby dorosłe z nadciśnieniem tętniczym początkowo 1 mg, następnie dawkę można stopniowo zwiększać.